# Sutura lambdoidea
La sutura lambdoidea es una articulación densa de tejido conjuntivo fibroso en la parte posterior del cráneo que conecta los huesos parietales con el hueso occipital. Continúa en la sutura occipitomastoidea.  
El nombre viene de su parecido con la letra griega lambda ("Λ").  

## Implicaciones médicas
En el momento de nacer, los huesos del cráneo no están unidos. Si ciertos huesos del cráneo crecen demasiado rápido puede ocurrir una craneosinostosis (cierre prematuro de las suturas). Esto puede dar lugar a deformidades en el cráneo. Si la sutura lambdoidea se cierra demasiado rápido en un lado, el cráneo mostrará una apariencia torcida y asimétrica, un trastorno llamado plagiocefalia.

## Imágenes adicionales
|                                                                             |
| Sutura lambdoidea, vista desde atrás. (Pueden observarse huesos suturales). |